# Fickeln
Fickeln är en sjö i Nora kommun i Västmanland och ingår i Norrströms huvudavrinningsområde. Sjöns area är 0,019 kvadratkilometer och den är belägen 192 meter över havet.